# Les Bigotes
Albums de Jacques Brel
Les Bourgeois - Madeleine
(1962) Mathilde
(1963)
Les Bigotes est un 33 tours 25cm de Jacques Brel, sans titre à l'origine, sorti en 1963. 

## Autour du disque
Discographie et références originales :
- 1963 :
  - 33 tours 25cm Barclay 80 186[1]
  - super 45 tours Barclay 70 491 M : Les Bigottes, Quand maman reviendra, Les Filles et les Chiens, La Parlote[2] (Sortie en Belgique en Décembre 1962[3],[4])
  - Super 45 tours Barclay 70 556 M : Les Toros, Les Fenêtres, La Fanette, Les Vieux[5]
- En 1966, les huit titres de l'album intègrent l'album Les Bonbons[6]

## Liste des titres
L'ensemble des textes est de Jacques Brel. L'auteur-compositeur-interprète compose seul La Fanette ; les autres musiques sont écrites en collaboration.
| 1. | Les Bigotes  | Jacques Brel, François Rauber              | 2:40 |
| 2. | Les Vieux    | Jacques Brel, Gérard Jouannest, Jean Corti | 4:04 |
| 3. | Les Fenêtres | Jacques Brel, Gérard Jouannest             | 2:45 |
| 4. | Les Toros    | Jacques Brel, Gérard Jouannest, Jean Corti | 2:18 |

| 1. | La Fanette               |                                   | 4:01 |
| 2. | Les Filles et les Chiens | Jacques Brel, Gérard Jouannest    | 2:55 |
| 3. | J'aimais                 | François Rauber, Gérard Jouannest | 4:01 |
| 4. | La Parlote               | Jacques Brel, Gérard Jouannest    | 3:25 |